# Дмитриј Максутов
Дмитриј Дмитријевич Максутов (рус. Дми́трий Дми́триевич Максу́тов; Одеса, 23. април 1896 – Санкт Петербург, 12. август 1964) био је руски и совјетски оптички инжењер и астроном аматер. 

## Биографија
Дмитриј Дмитријевич Максутов потиче из породице са дугом поморском традицијом. Његов деда, Дмитриј Петрович Максутов је био последњи руски гувернер Аљаске, пре него што је откупљена од стране Сједињених Америчких Држава 1867, док је његов отац био поморски официр Црноморске флоте.
За астрономију се заинтересовао још у раном детињству када је са свега дванаест година конструисао свој први рефлекторски телескоп од 180 милиметара. Пошто је прочитао чланке познатог руског оптичара Чикина, Максутов је конструисао телескоп од 210 милиметара са којим је почео озбиљна астрономска осматрања. Препознавши његовј ентузијазам и вештину, руско астрономско друштво га је изабрало за члана још као петнаестогоишњака. Три године касније уписао се на Школу за војне инжењере у Санкт Петербургу. Између 1921. и 1930. године радио је у Институту за физику Универзитета у Одеси у области астрономске оптике.
1930. у Лењинграду је основао лабораторију за астрономску оптику на Државном оптичком институту СССР коју је водио до 1952. У том периоду је објавио свој најзначајнији рад - Анаберационе рефлексивне површине и системи и нове методе за њихово испитивање. Од 1952. радио је у Пулковској опсерваторији.

## Проналасци
Његов највећи допринос на пољу оптике је изум Максутовљевог телескопа 1942. Овај тип телескопа исправља сферну аберацију постављањем коректорског сочива испред примарног огледала. Овај метод је био од користи многим опсерваторијама у Совјетском Савезу, а и шире.
Поред уређаја за астрономска посматрања, такође је израдио велики број сочива, огледала и призми за медицинске инструменте и друге примене. Један кратер на Месецу носи његово име.

## Награде
- Стаљинова награда (1941, 1946)
- Два Ордена Лењина
- Орден части (1943)
- Гран При сајма у Бриселу (1958)